# Kirchenschatz (materielle Güter)
Ein Kirchenschatz ist das Ensemble der historischen Kunstschätze einer Kirche, gewöhnlich einer Kloster- (Klosterschatz) bzw. Abtei- (Abteischatz) oder Stiftskirche (Stiftsschatz) oder eines Domes (Domschatz), die meist in den den Kirchen zugeordneten Schatzkammern oder Diözesanmuseen aufbewahrt und ausgestellt werden. Historisch war der Schatz einer Kirche das in ihr geborgene Heiltum in Form einer möglichst großen Sammlung von Reliquien, die auch für den Gläubigen unsichtbar in Altargräbern oder in diesen nicht zugänglichen Schatzkammern geborgen sein konnten. Die Bezeichnung Münsterschatz kann synonym verwendet werden.
Aufgrund des Bestrebens geistlicher und weltlicher Stifter nach Repräsentation gelangten viele Kirchen im Laufe der Jahrhunderte zu Beständen an kostbar ausgestatteten und mit Buchmalereien verzierten Bibeln, Evangeliaren und anderen liturgischen Schriften wie Messbüchern, liturgischen Gewändern, Gefäßen, Reliquiaren, Heiligenfiguren und Gemälden. Trotz Bilderstürmen, Säkularisationen, Verkäufen aus Geldnot und anderen Verlusten ist vieles davon erhalten oder auch zurückerworben worden. Die museale Aufbereitung dieser Schätze begann meist erst im 20. Jahrhundert.

## Beispiele und Museen bedeutender Kirchenschätze
Deutschland:
- Aachener Domschatzkammer
- Münsterschatz Bad Mergentheim[1]
- Diözesanmuseum Bamberg, vormals Domschatzkammer des Bamberger Doms
- Domschatzkammer Bautzen
- Schatz des Braunschweiger Domes, sehr viel später erst als Welfenschatz bezeichnet, seit 1928 zum großen Teil verkauft
- Eibinger Reliquienschatz
- Essener Domschatz
- Gmünder Münsterschatz (Schwäbisch Gmünd), zum größten Teil ausgestellt im Stadtmuseum im Prediger
- Halberstädter Domschatz
- Dommuseum Hildesheim (Domschatzkammer und Diözesanmuseum)
- Domschatzkammer Köln
- Dom- und Diözesanmuseum Mainz mit Schatzkammer in der Nikolauskapelle
- Merseburger Domschatz
- Mindener Domschatz
- Domschatzgewölbe Naumburg
- Domschatz- und Diözesanmuseum (Osnabrück) mit Domschatzkammer
- Erzbischöfliches Diözesanmuseum und Domschatzkammer Paderborn
- Domschatz- und Diözesanmuseum (Passau)
- Domschatz Rottenburg im Diözesanmuseum Rottenburg[2]
- Speyerer Domschatz im Historischen Museum der Pfalz
- Domschatzkammer Quedlinburg
- Bistumsmuseen Regensburg
- Trierer Domschatz
- Würzburger Domschatz
- Stiftsmuseum Xanten, vormals Domschatzkammer Xanten

Österreich:
- Dommuseum Salzburg
- Geistliche Schatzkammer in der Wiener Hofburg
- Domschatz von St. Stephan, museale Dauerausstellung in der „Domkirche St. Stephan zu Wien“
- Dom Museum Wien

Schweiz:
- Basler Münsterschatz
- Luzerner Stiftsschatz

Italien:
- Domschatzkammer Bozen
- Brixner Domschatz
- Santa Maria Assunta (Troia) (Überführung in das Diözesanmuseum ist geplant)
- Kathedrale von Monreale, bedeutender Kirchenschatz
- Kathedrale von Palermo, Schatzkammer mit der Krone der Kaiserin Konstanze von Aragon
- Trienter Domschatz, im Diözesanmuseum in Trient ausgestellt

Tschechien:
- Prager Domschatz